# Liste der Gefäßpflanzen Deutschlands/L
- Labkraut, Blaugrünes (Galium glaucum) - Familie: Rubiaceae
- Labkraut, Dreihörniges (Galium tricornutum) - Familie: Rubiaceae
- Labkraut, Echtes (Galium verum) - Familie: Rubiaceae
- Labkraut, Gewöhnliches Kletten- (Galium aparine) - Familie: Rubiaceae
- Labkraut, Gewöhnliches Wald- (Galium sylvaticum) - Familie: Rubiaceae
- Labkraut, Glänzendes Wiesen- (Galium lucidum) - Familie: Rubiaceae
- Labkraut, Glattes Wald- (Galium schultesii) - Familie: Rubiaceae
- Labkraut, Grannen- (Galium aristatum) - Familie: Rubiaceae
- Labkraut, Großblütiges Wiesen- (Galium album) - Familie: Rubiaceae
- Labkraut, Harzer (Galium saxatile) - Familie: Rubiaceae
- Labkraut, Kleinblütiges Wiesen- (Galium mollugo) - Familie: Rubiaceae
- Labkraut, Kleinfrüchtiges Kletten- (Galium spurium) - Familie: Rubiaceae
- Labkraut, Krappartiges (Galium rubioides) - Familie: Rubiaceae
- Labkraut, Mährisches (Galium valdepilosum) - Familie: Rubiaceae
- Labkraut, Moor- (Galium uliginosum) - Familie: Rubiaceae
- Labkraut, Nordisches (Galium boreale) - Familie: Rubiaceae
- Labkraut, Norisches (Galium noricum) - Familie: Rubiaceae
- Labkraut, Pariser (Galium parisiense) - Familie: Rubiaceae
- Labkraut, Rundblättriges (Galium rotundifolium) - Familie: Rubiaceae
- Labkraut, Schwedisches (Galium suecicum) - Familie: Rubiaceae
- Labkraut, Schweizer (Galium megalospermum) - Familie: Rubiaceae
- Labkraut, Sterners (Galium sterneri) - Familie: Rubiaceae
- Labkraut, Sudeten- (Galium sudeticum) - Familie: Rubiaceae
- Labkraut, Sumpf- (Galium palustre) - Familie: Rubiaceae
- Labkraut, Traunsee- (Galium truniacum) - Familie: Rubiaceae
- Labkraut, Ungleichblättriges (Galium anisophyllon) - Familie: Rubiaceae
- Labkraut, Weißgelbes (Galium x pomeranicum (Galium album x G. verum)) - Familie: Rubiaceae
- Labkraut, Wirtgens (Galium wirtgenii) - Familie: Rubiaceae
- Labkraut, Zierliches (Galium pumilum) - Familie: Rubiaceae
- Laichkraut, Alpen- (Potamogeton alpinus) - Familie: Potamogetonaceae
- Laichkraut, Berchtolds Zwerg- (Potamogeton berchtoldii) - Familie: Potamogetonaceae
- Laichkraut, Dichtes (Groenlandia densa) - Familie: Potamogetonaceae
- Laichkraut, Durchwachsenes (Potamogeton perfoliatus) - Familie: Potamogetonaceae
- Laichkraut, Faden- (Potamogeton filiformis) - Familie: Potamogetonaceae
- Laichkraut, Flachstängeliges (Potamogeton compressus) - Familie: Potamogetonaceae
- Laichkraut, Flutendes (Potamogeton nodosus) - Familie: Potamogetonaceae
- Laichkraut, Gefärbtes (Potamogeton coloratus) - Familie: Potamogetonaceae
- Laichkraut, Gewöhnliches Zwerg- (Potamogeton pusillus) - Familie:Potamogetonaceae
- Laichkraut, Glänzendes (Potamogeton lucens) - Familie: Potamogetonaceae
- Laichkraut, Grasartiges (Potamogeton gramineus) - Familie: Potamogetonaceae
- Laichkraut, Haarförmiges (Potamogeton trichoides) - Familie: Potamogetonaceae
- Laichkraut, Kamm- (Potamogeton pectinatus) - Familie: Potamogetonaceae
- Laichkraut, Knöterich- (Potamogeton polygonifolius) - Familie: Potamogetonaceae
- Laichkraut, Krauses (Potamogeton crispus) - Familie: Potamogetonaceae
- Laichkraut, Langblättriges (Potamogeton praelongus) - Familie: Potamogetonaceae
- Laichkraut, Rötliches (Potamogeton rutilus) - Familie: Potamogetonaceae
- Laichkraut, Schimmerndes (Potamogeton x nitens (Potamogeton gramineus x P. perfoliatus)) - Familie: Potamogetonaceae
- Laichkraut, Schmalblättriges (Potamogeton x angustifolius (Potamogeton lucens x P. gramineus)) - Familie: Potamogetonaceae
- Laichkraut, Schweizer (Potamogeton helveticus) - Familie: Potamogetonaceae
- Laichkraut, Schwimmendes (Potamogeton natans) - Familie: Potamogetonaceae
- Laichkraut, Spitzblättriges (Potamogeton acutifolius) - Familie: Potamogetonaceae
- Laichkraut, Stachelspitziges (Potamogeton friesii) - Familie: Potamogetonaceae
- Laichkraut, Stumpfblättriges (Potamogeton obtusifolius) - Familie: Potamogetonaceae
- Laichkraut, Weidenblättriges (Potamogeton x salicifolius (Potamogeton lucens x P. perfoliatus)) - Familie: Potamogetonaceae
- Lämmersalat (Arnoseris minima) - Familie: Asteraceae
- Lärche, Europäische (Larix decidua) - Familie: Pinaceae
- Laserkraut, Berg- (Laserpitium siler) - Familie: Apiaceae
- Laserkraut, Breitblättriges (Laserpitium latifolium) - Familie: Apiaceae
- Laserkraut, Preußisches (Laserpitium prutenicum) - Familie: Apiaceae
- Lattich, Blauer (Lactuca perennis) - Familie: Asteraceae
- Lattich, Eichen- (Lactuca quercina) - Familie: Asteraceae
- Lattich, Garten- (Lactuca sativa) - Familie: Asteraceae
- Lattich, Gift- (Lactuca virosa) - Familie: Asteraceae
- Lattich, Kompaß- (Lactuca serriola) - Familie: Asteraceae
- Lattich, Ruten- (Lactuca viminea) - Familie: Asteraceae
- Lattich, Tataren- (Lactuca tatarica) - Familie: Asteraceae
- Lattich, Weidenblättriger (Lactuca saligna) - Familie: Asteraceae
- Lauch, Bär- (Allium ursinum) - Familie: Amaryllidaceae
- Lauch, Gekielter (Allium carinatum) - Familie: Amaryllidaceae
- Lauch, Gemüse- (Allium oleraceum) - Familie: Amaryllidaceae
- Lauch, Kantiger (Allium angulosum) - Familie: Amaryllidaceae
- Lauch, Kugelköpfiger (Allium sphaerocephalon) - Familie: Amaryllidaceae
- Lauch, Schlangen- (Allium scorodoprasum) - Familie: Amaryllidaceae
- Lauch, Schnitt- (Allium schoenoprasum) - Familie: Amaryllidaceae
- Lauch, Schwarzer (Allium nigrum) - Familie: Amaryllidaceae
- Lauch, Schwarzroter (Allium atropurpureum) - Familie: Amaryllidaceae
- Lauch, Steifer (Allium strictum) - Familie: Amaryllidaceae
- Lauch, Weinbergs- (Allium vineale) - Familie: Amaryllidaceae
- Lauch, Wohlriechender (Allium suaveolens) - Familie: Amaryllidaceae
- Lauch, Wunder- (Allium paradoxum) - Familie: Amaryllidaceae
- Laugenblume (Cotula coronopifolia) - Familie: Asteraceae
- Läusekraut, Buntes (Pedicularis oederi) - Familie: Scrophulariaceae
- Läusekraut, Durchblättertes (Pedicularis foliosa) - Familie: Orobanchaceae
- Läusekraut, Fleischrotes (Pedicularis rostratospicata) - Familie: Orobanchaceae
- Läusekraut, Geschnäbeltes (Pedicularis rostratocapitata) - Familie: Orobanchaceae
- Läusekraut, Gestutztes (Pedicularis recutita) - Familie: Orobanchaceae
- Läusekraut, Langähriges (Pedicularis elongata) - Familie: Orobanchaceae
- Läusekraut, Quirlblättriges (Pedicularis verticillata) - Familie: Orobanchaceae
- Läusekraut, Sumpf- (Pedicularis palustris) - Familie: Orobanchaceae
- Läusekraut, Wald- (Pedicularis sylvatica) - Familie: Orobanchaceae
- Lebensbaum, Morgenländischer (Thuja orientalis) - Familie: Cupressaceae
- Leberblümchen (Hepatica nobilis) - Familie: Ranunculaceae
- Leimkraut, Bastard- (Silene x hampeana (Silene dioica x S. latifolia)) - Familie: Caryophyllaceae
- Leimkraut, Felsen- (Silene rupestris) - Familie: Caryophyllaceae
- Leimkraut, Flachs- (Silene linicola) - Familie: Caryophyllaceae
- Leimkraut, Französisches (Silene gallica) - Familie: Caryophyllaceae
- Leimkraut, Gabel- (Silene dichotoma) - Familie: Caryophyllaceae
- Leimkraut, Grünliches (Silene chlorantha) - Familie: Caryophyllaceae
- Leimkraut, Kegelfrüchtiges (Silene conica) - Familie: Caryophyllaceae
- Leimkraut, Kleines (Silene pusilla) - Familie: Caryophyllaceae
- Leimkraut, Kreta- (Silene cretica) - Familie: Caryophyllaceae
- Leimkraut, Nelken- (Silene armeria) - Familie: Caryophyllaceae
- Leimkraut, Nickendes (Silene nutans) - Familie: Caryophyllaceae
- Leimkraut, Ohrlöffel- (Silene otites) - Familie: Caryophyllaceae
- Leimkraut, Stängelloses (Silene acaulis) - Familie: Caryophyllaceae
- Leimkraut, Tataren- (Silene tatarica) - Familie: Caryophyllaceae
- Leimkraut, Taubenkropf- (Silene vulgaris) - Familie: Caryophyllaceae
- Leimsaat, Großblumige (Collomia grandiflora) - Familie: Polemoniaceae
- Lein, Alpen- (Linum alpinum) - Familie: Linaceae
- Lein, Ausdauernder (Linum perenne) - Familie: Linaceae
- Lein, Berg- (Linum ockendonii) - Familie: Linaceae
- Lein, Gelber (Linum flavum) - Familie: Linaceae
- Lein, Klebriger (Linum viscosum) - Familie: Linaceae
- Lein, Lothringer (Linum leonii) - Familie: Linaceae
- Lein, Purgier- (Linum catharticum) - Familie: Linaceae
- Lein, Schmalblättriger (Linum tenuifolium) - Familie: Linaceae
- Lein, Zwerg- (Radiola linoides) - Familie: Linaceae
- Leinblatt, Alpen- (Thesium alpinum) - Familie: Santalaceae
- Leinblatt, Bayrisches (Thesium bavarum) - Familie: Santalaceae
- Leinblatt, Mittleres (Thesium linophyllon) - Familie: Santalaceae
- Leinblatt, Schnabelfrüchtiges (Thesium rostratum) - Familie: Santalaceae
- Leinblatt, Vorblattloses (Thesium ebracteatum) - Familie: Santalaceae
- Leinblatt, Wiesen- (Thesium pyrenaicum) - Familie: Santalaceae
- Leindotter, Gezähnter (Camelina alyssum) - Familie: Brassicaceae
- Leindotter, Kleinfrüchtiger (Camelina microcarpa) - Familie: Brassicaceae
- Leindotter, Saat- (Camelina sativa) - Familie: Brassicaceae
- Leinkraut, Acker- (Linaria arvensis) - Familie: Plantaginaceae
- Leinkraut, Alpen- (Linaria alpina) - Familie: Plantaginaceae
- Leinkraut, Dalmatiner (Linaria dalmatica) - Familie: Plantaginaceae
- Leinkraut, Gestreiftes (Linaria repens) - Familie: Plantaginaceae
- Leinkraut, Gewöhnliches (Linaria vulgaris) - Familie: Plantaginaceae
- Leinkraut, Ginster- (Linaria genistifolia) - Familie: Plantaginaceae
- Leinkraut, Kleines (Chaenorhinum minus) - Familie: Plantaginaceae
- Leinkraut, Ruten- (Linaria spartea) - Familie: Plantaginaceae
- Lerchensporn, Gefingerter (Corydalis solida) - Familie: Papaveraceae
- Lerchensporn, Gelber (Pseudofumaria lutea) - Familie: Papaveraceae
- Lerchensporn, Hohler (Corydalis cava) - Familie: Papaveraceae
- Lerchensporn, Mittlerer (Corydalis intermedia) - Familie: Papaveraceae
- Lerchensporn, Rankender (Ceratocapnos claviculata) - Familie: Papaveraceae
- Lerchensporn, Zwerg- (Corydalis pumila) - Familie: Papaveraceae
- Lichtnelke, Acker- (Silene noctiflora) - Familie: Caryophyllaceae
- Lichtnelke, Klebrige (Silene viscosa) - Familie: Caryophyllaceae
- Lichtnelke, Kronen- (Silene coronaria) - Familie: Caryophyllaceae
- Lichtnelke, Kuckucks- (Silene flos-cuculi) - Familie: Caryophyllaceae
- Lichtnelke, Rote (Silene dioica) - Familie: Caryophyllaceae
- Liebesgras, Behaartes (Eragrostis pilosa) - Familie: Poaceae
- Liebesgras, Großähriges (Eragrostis cilianensis) - Familie: Poaceae
- Liebesgras, Japanisches (Eragrostis multicaulis) - Familie: Poaceae
- Liebesgras, Kleines (Eragrostis minor) - Familie: Poaceae
- Liebesgras, Schwachgekrümmtes (Eragrostis curvula) - Familie: Poaceae
- Lieschgras, Alpen- (Phleum alpinum) - Familie: Poaceae
- Lieschgras, Graubündener (Phleum rhaeticum) - Familie: Poaceae
- Lieschgras, Knolliges (Phleum bertolonii) - Familie: Poaceae
- Lieschgras, Matten- (Phleum hirsutum) - Familie: Poaceae
- Lieschgras, Raues (Phleum paniculatum) - Familie: Poaceae
- Lieschgras, Sand- (Phleum arenarium) - Familie: Poaceae
- Lieschgras, Steppen- (Phleum phleoides) - Familie: Poaceae
- Lieschgras, Wiesen- (Phleum pratense) - Familie: Poaceae
- Liguster, Gewöhnlicher (Ligustrum vulgare) - Familie: Oleaceae
- Lilie, Feuer- (Lilium bulbiferum) - Familie: Liliaceae
- Linde, Holländische (Tilia x vulgaris (T. cordata x T. platyphyllos)) - Familie: Malvaceae
- Linde, Sommer- (Tilia platyphyllos) - Familie: Malvaceae
- Linde, Winter- (Tilia cordata) - Familie: Malvaceae
- Lobelie, Wasser- (Lobelia dortmanna) - Familie: Campanulaceae
- Lochschlund, Gänseblümchen- (Anarrhinum bellidifolium) - Familie: Plantaginaceae
- Löffelkraut, Bayerisches (Cochlearia bavarica) - Familie: Brassicaceae
- Löffelkraut, Dänisches (Cochlearia danica) - Familie: Brassicaceae
- Löffelkraut, Echtes (Cochlearia officinalis) - Familie: Brassicaceae
- Löffelkraut, Englisches (Cochlearia anglica) - Familie: Brassicaceae
- Löffelkraut, Pyrenäen- (Cochlearia pyrenaica) - Familie: Brassicaceae
- Lolch, Lein- (Lolium remotum) - Familie: Poaceae
- Lolch, Schwingel- (X Festulolium loliaceum) - Familie: Poaceae
- Lolch, Taumel- (Lolium temulentum) - Familie: Poaceae
- Lorbeerrose, Schmalblättrige (Kalmia angustifolia) - Familie: Ericaceae
- Lotwurz, Sand- (Onosma arenaria) - Familie: Boraginaceae
- Löwenmaul, Acker- (Misopates orontium) - Familie: Plantaginaceae
- Löwenmaul, Nierenblättriges (Asarina procumbens) - Familie: Plantaginaceae
- Löwenmäulchen (Antirrhinum majus) - Familie: Plantaginaceae
- Löwenzahn, Grauer (Gattung Leontodon) (Leontodon incanus) - Familie: Asteraceae
- Löwenzahn, Herbst- (Gattung Leontodon) (Leontodon autumnalis) - Familie: Asteraceae
- Löwenzahn, Nickender (Gattung Leontodon) (Leontodon saxatilis) - Familie: Asteraceae
- Löwenzahn, Rauer (Gattung Leontodon) (Leontodon hispidus) - Familie: Asteraceae
- Löwenzahn, Schweizer (Gattung Leontodon) (Leontodon helveticus) - Familie: Asteraceae
- Löwenzahn (Taraxacum) (Gattung Taraxacum) - Familie: Asteraceae - Artenliste Löwenzahn
- Lungenkraut, Dunkles (Pulmonaria obscura) - Familie: Boraginaceae
- Lungenkraut, Geflecktes (Pulmonaria officinalis) - Familie: Boraginaceae
- Lungenkraut, Hügel- (Pulmonaria collina) - Familie: Boraginaceae
- Lungenkraut, Knollen- (Pulmonaria montana) - Familie: Boraginaceae
- Lungenkraut, Schmalblättriges (Pulmonaria angustifolia) - Familie: Boraginaceae
- Lungenkraut, Weiches (Pulmonaria mollis) - Familie: Boraginaceae
- Lupine, Vielblättrige (Lupinus polyphyllus) - Familie: Fabaceae
- Luzerne, Bastard- (Medicago x varia (Medicago falcata x M. sativa)) - Familie: Fabaceae
- Luzerne, Saat- (Medicago sativa) - Familie: Fabaceae